# Franz Anton von Kolowrat-Liebsteinsky
Il conte Franz Anton von Kolowrat-Liebsteinsky (in ceco František Antonín Kolovrat-Libštejnský; Praga, 31 gennaio 1778 – Vienna, 4 aprile 1861) è stato un politico e militare austriaco.
Divenne un moderato liberale, fiero oppositore del Principe Metternich e della sua politica al Congresso di Vienna. Kolowrat fu uno dei membri del consiglio di reggenza per l'Imperatore Ferdinando I d'Austria dal 1835 al 1848.

## Biografia
Franz Anton von Kolowrat-Liebsteinsky proveniva da una famiglia dell'antica aristocrazia molto radicata nel territorio ed a contatto con molti ambienti influenti della corte austriaca a cui la Boemia era sottoposta. Ancora in gioventù venne nominato colonnello del Castello di Praga. Questo officio corrispondeva al titolo di governatore austriaco della Boemia, incarico che però svolse all'insegna della promozione della cultura locale, soprattutto portando il paese ad un salto evolutivo ulteriore tra gli anni 1809 e 1826, anche se non poche furono le opposizioni dell'aristocrazia locale che vedeva nelle innovazioni introdotte dal conte Kolowrat-Liebsteinsky una perdita del proprio potere. Franz Anton von Kolowrat-Liebsteinsky si distinse ad ogni modo come valente economista ed esperto di finanze. Nel 1814 fu uno dei rappresentanti dell'Austria al Congresso di Vienna.
Nel 1826 divenne ministro di stato e dovette dimettersi dall'incarico di governatore della Boemia, trovandosi ad ogni modo a dover gestire il mondo imperiale col quale si era sempre confrontato secondariamente. Franz Anton venne inoltre nominato (dal 12 dicembre 1836 al 13 marzo 1848) membro del consiglio imperiale segreto che coadiuvava l'Imperatore nella presa delle decisioni più delicate per le sorti dello Stato austriaco.
Alla morte dell'Imperatore Francesco I d'Austria nel 1835, egli fu tra i promotori della salita al trono del figlio di questi, Ferdinando il quale, seppur malato di mente, era stato da lui educato proprio agli ideali liberali. Nominato membro del consigliodi reggenza, dovette però qui confrontarsi con il cancelliere imperiale Metternich col quale non aveva un ottimo rapporto già dall'epoca del Congresso di Vienna.
Alla rivoluzione del marzo del 1848 che coinvolse Vienna ed altre importanti città dell'Impero austriaco, malgrado l'idea conservatrice del Metternich sembrasse prevalere, egli venne nominato Primo Ministro dell'Impero austriaco, il primo di spirito costituzionale, anche se resse questo incarico solo dal 20 marzo al 19 aprile 1848.
Ritiratosi dall'incarico, Kolowrat-Liebsteinsky divenne presidente dell'Accademia delle Scienze di Boemia e fu il fondatore del Museo Nazionale di Praga al quale donò la propria collezione mineralogica e la propria vasta biblioteca.
Massone, fu deputato delle logge boeme al Convento di Wilhelmsbad del 1782 e fu membro degli Illuminati di Baviera.